# Mike Kekich
Michael Dennis Kekich (* 2. April 1945 in San Diego, Kalifornien) ist ein ehemaliger Pitcher der Major League Baseball, der zwischen 1965 und 1977 in neun Spielzeiten für die Los Angeles Dodgers (30 Spiele), die New York Yankees (125 Spiele), die Cleveland Indians (16 Spiele), die Texas Rangers (23 Spiele) und die Seattle Mariners (41 Spiele) spielte. 1974 spielte er in Japan für die Nippon Ham Fighters (29 Spiele).
Kekich war ein linkshändiger Pitcher, der seine Karriere als Starting Pitcher begann, aber später als Relief Pitcher spielte. Er ist weniger für seine Profikarriere in der  Major League Baseball bekannt als für seinen Familientausch mit seinem Teamkollegen bei den New York Yankees, dem Pitcher Fritz Peterson, der vor der Saison des Jahres 1973 stattfand.
Nachdem seine Major League Baseball-Zeit vorbei war, versuchte Kekich ein Comeback bei Nuevo Laredo Tecolotes  (31 Spiele) in der Liga Mexicana de Béisbol, das erfolglos blieb. Er hat wieder geheiratet und lebt in der Nähe von Albuquerque im US-Bundesstaat New Mexico.